# Kuelap
Kuélap  ou Cuélap  é um importante sítio arqueológico pré-Inca localizado nos Andes nordeste do Peru , na província de Luya , foi construída pela cultura Chachapoya. É formado por um conjunto arquitetônico de pedra de grandes dimensões caracterizando sua condição monumental e uma grande plataforma artificial, orientada do sul ao norte, que se assenta na crista de rocha calcária do cume do Cerro Barreta (3.000 m.). A plataforma se estende por cerca de 600 metros e tem como perímetro uma muralha que em alguns pontos atinge 19 metros de altura. Estima-se que a sua construção iniciou no século XI, coincidindo com o período de florescimento da Cultura Chachapoya e sua ocupação terminou em meados do século XVI. Suas muralhas colossais e sua complexa arquitetura interior são provas de sua função como um conjunto habitacional bem organizado, contando com áreas administrativas, religiosas, cerimoniais e residências.

## Localização e acesso

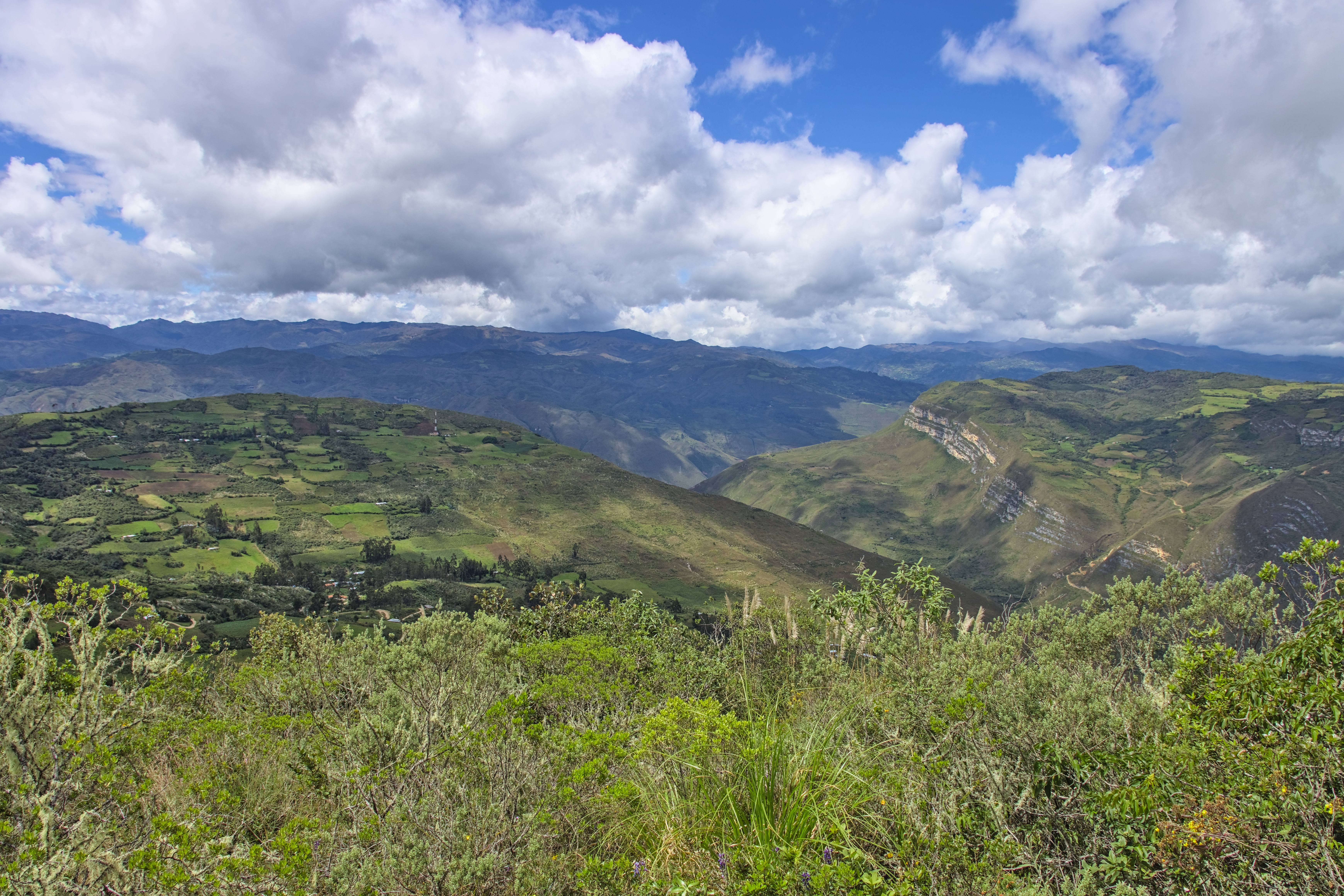
Vista de Kuelap.

O Complexo Arqueológico de Kuelap é apresentado ao visitante como um lugar inexpugnável, cercado por penhascos e precipícios em três lados. Construído em uma área de belas paisagens que combinam as alturas dos Andes e a floresta amazônica criando um espetáculo incomparável. Situa-se na província de Luya, Região do Amazonas. Para acessá-lo partimos da cidade de Chachapoyas utilizando a estrada que vai para Leimebamba, deixando a estrada asfaltada perto da povoação de Nuevo Tingo, perto da margem do rio Utcubamba, e continuando ao longo da um caminho ascendente, atingindo um platô nas proximidades do monumento, onde encontramos uma trilha que leva diretamente para a Cidadela. Também é possível acessar por uma trilha íngreme que parte da aldeia de El Tingo, percorrendo uma distância de 8,9 quilômetros e um desnível de altura de 1200 metros. A partir de 2 de março de 2017 passou a ser acessível por teleféricos, que além de transportar turistas desde a aldeia de Nuevo Tingo em apenas 20 minutos, o mesmo apreciará uma paisagem majestosa no meio da selva. 

## Descoberta

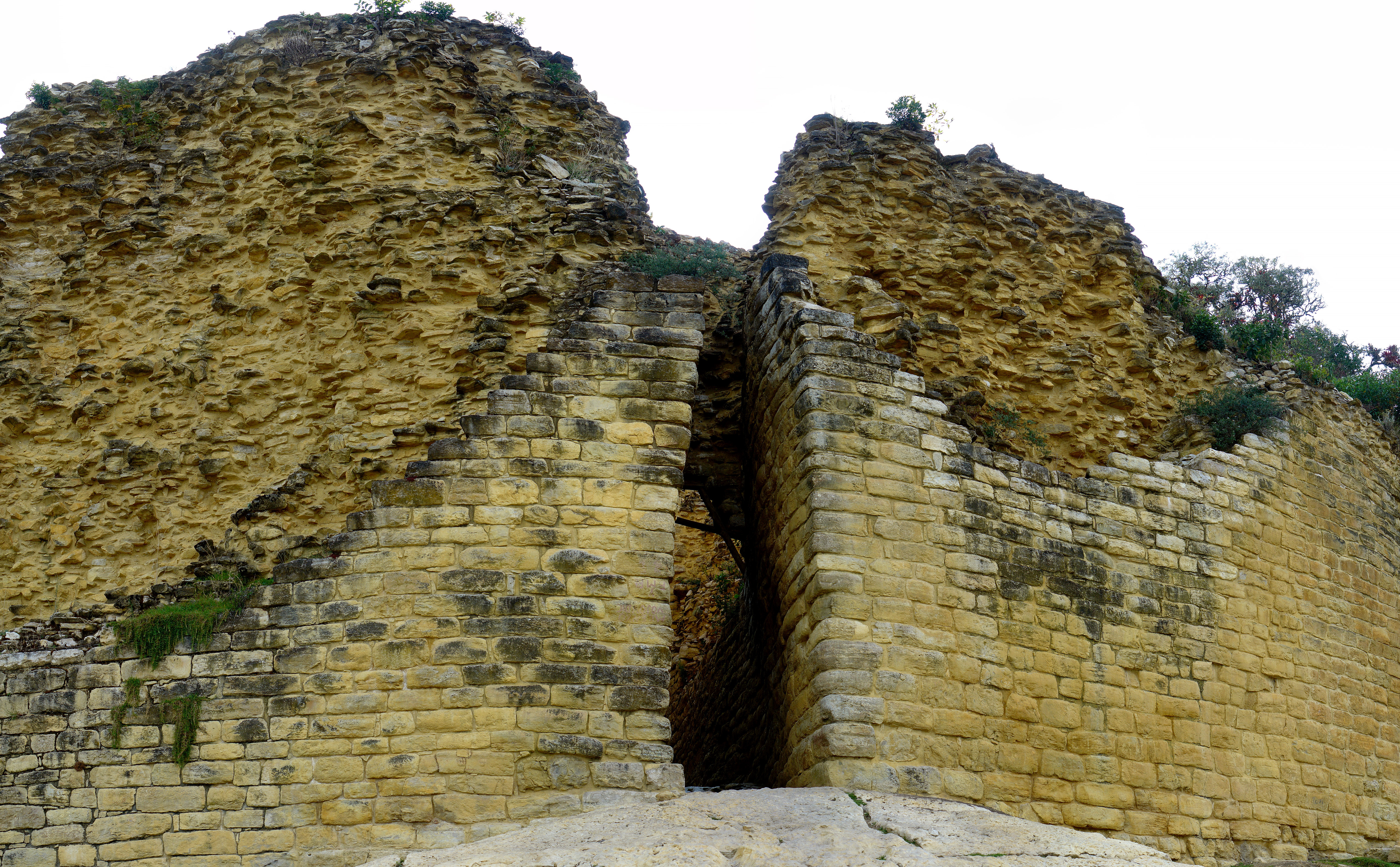
Entrada Principal

Este exemplo monumental da arquitetura dos Chachapoyas permaneceu praticamente ignorado até 1843. Isso ocorreu por estar localizado em uma área quase inacessível da floresta com alto índice de pluviosidade.  
Naquele ano, ao realizar uma diligência na área, Juan Crisóstomo Nieto, juiz de Chachapoyas, pode admirá-la guiado por habitantes locais que conheciam o sítio. Posteriormente, Kuélap mereceu a atenção de alguns estudiosos e curiosos sobre antiguidades.  
Entre eles destaca o francês Louis Langlois, que o analisou na década de 1930 , e Adolph Bandelier, que a descreveu anteriormente.

## Descrição

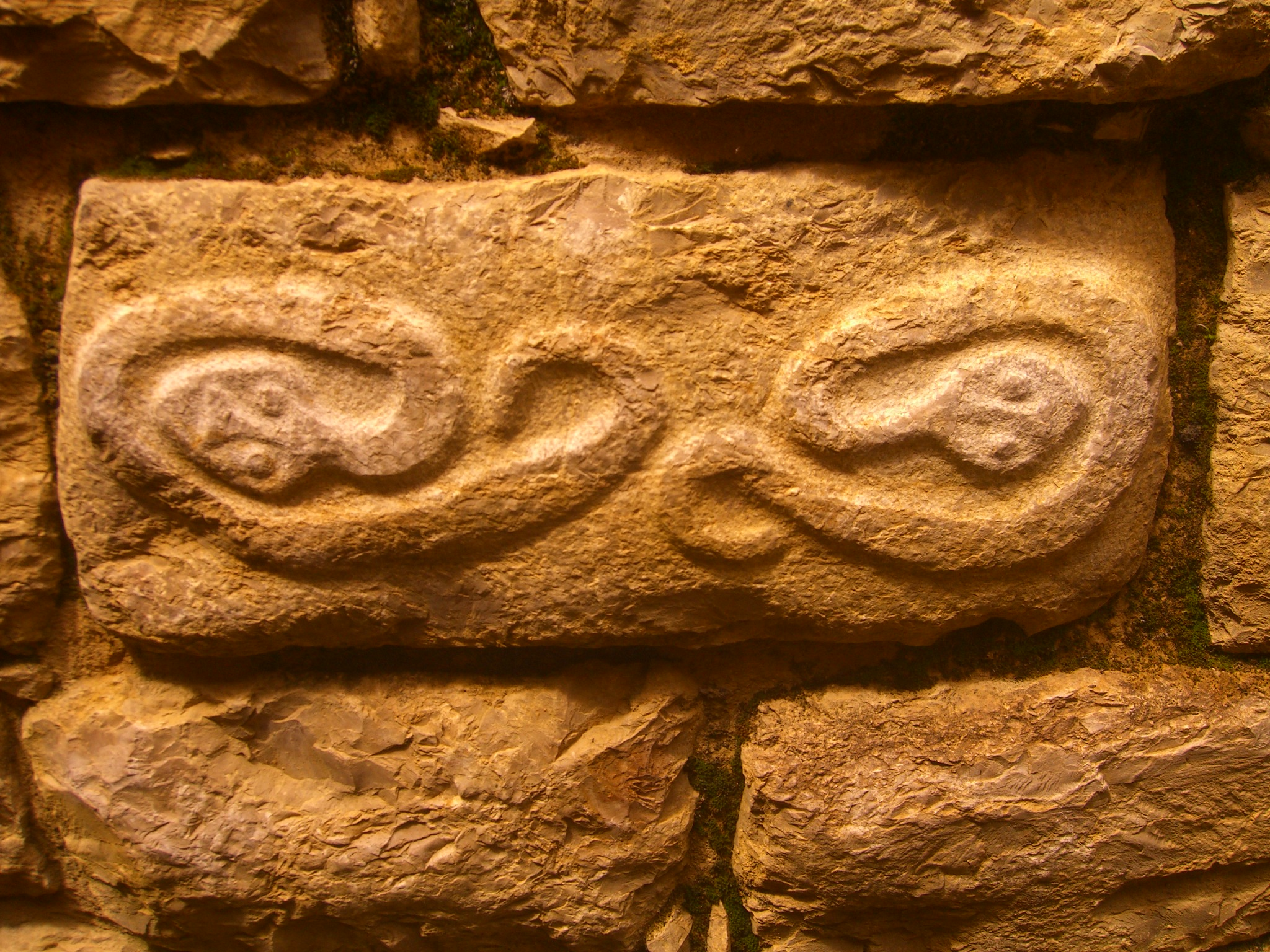
Frisos em pedra.

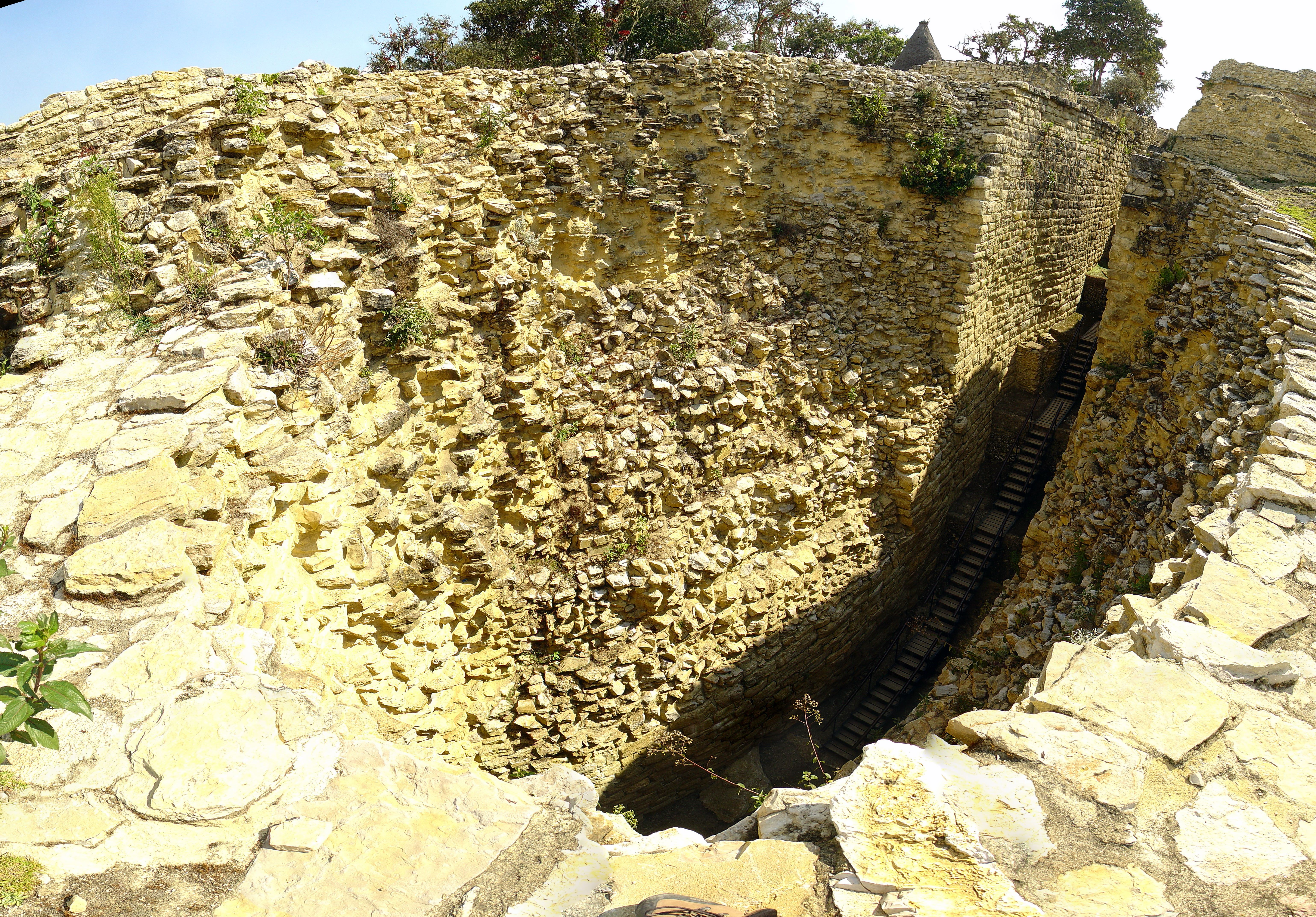
Uma das três entradas estreitas da fortaleza.

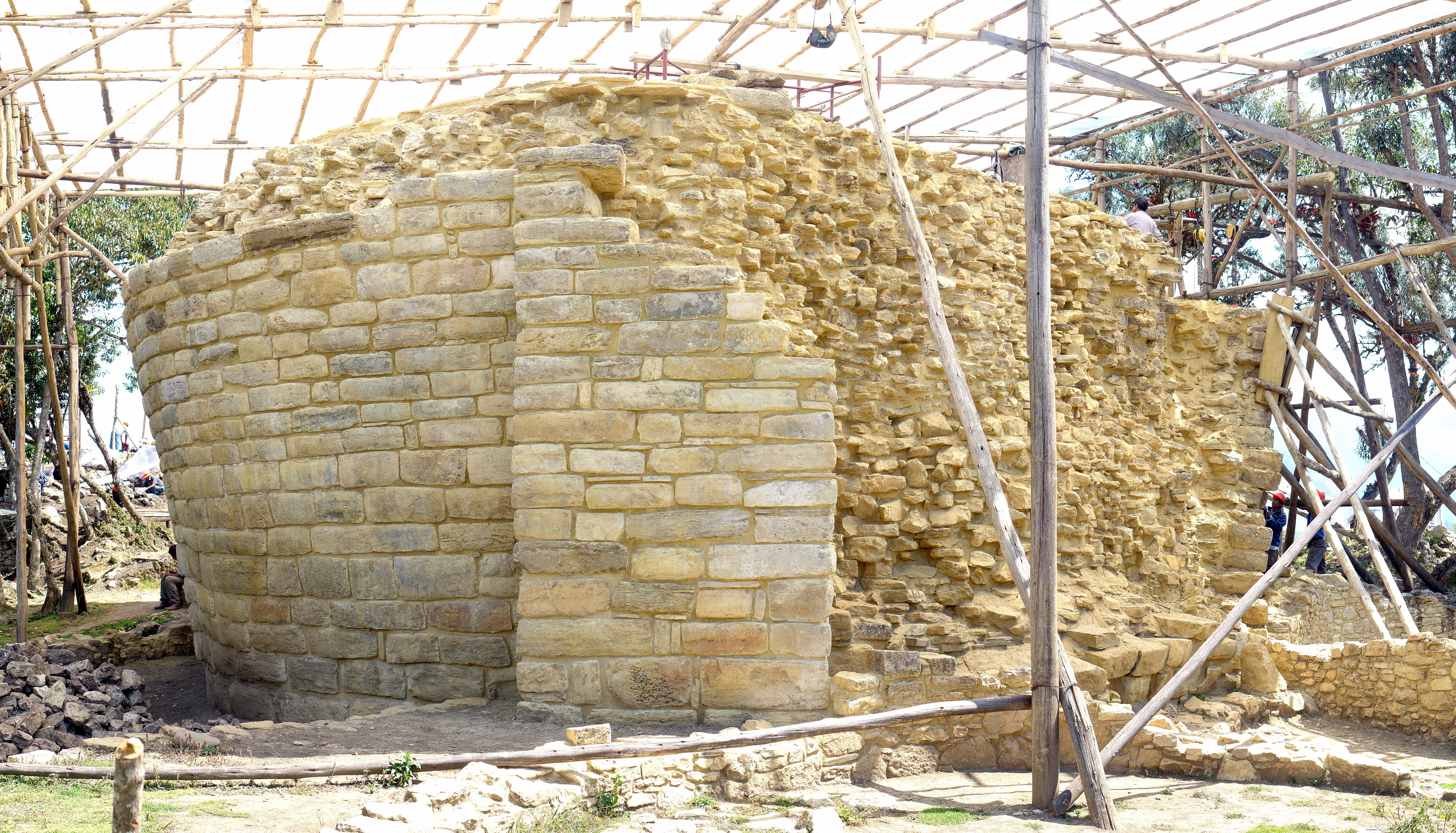
El Tintero.

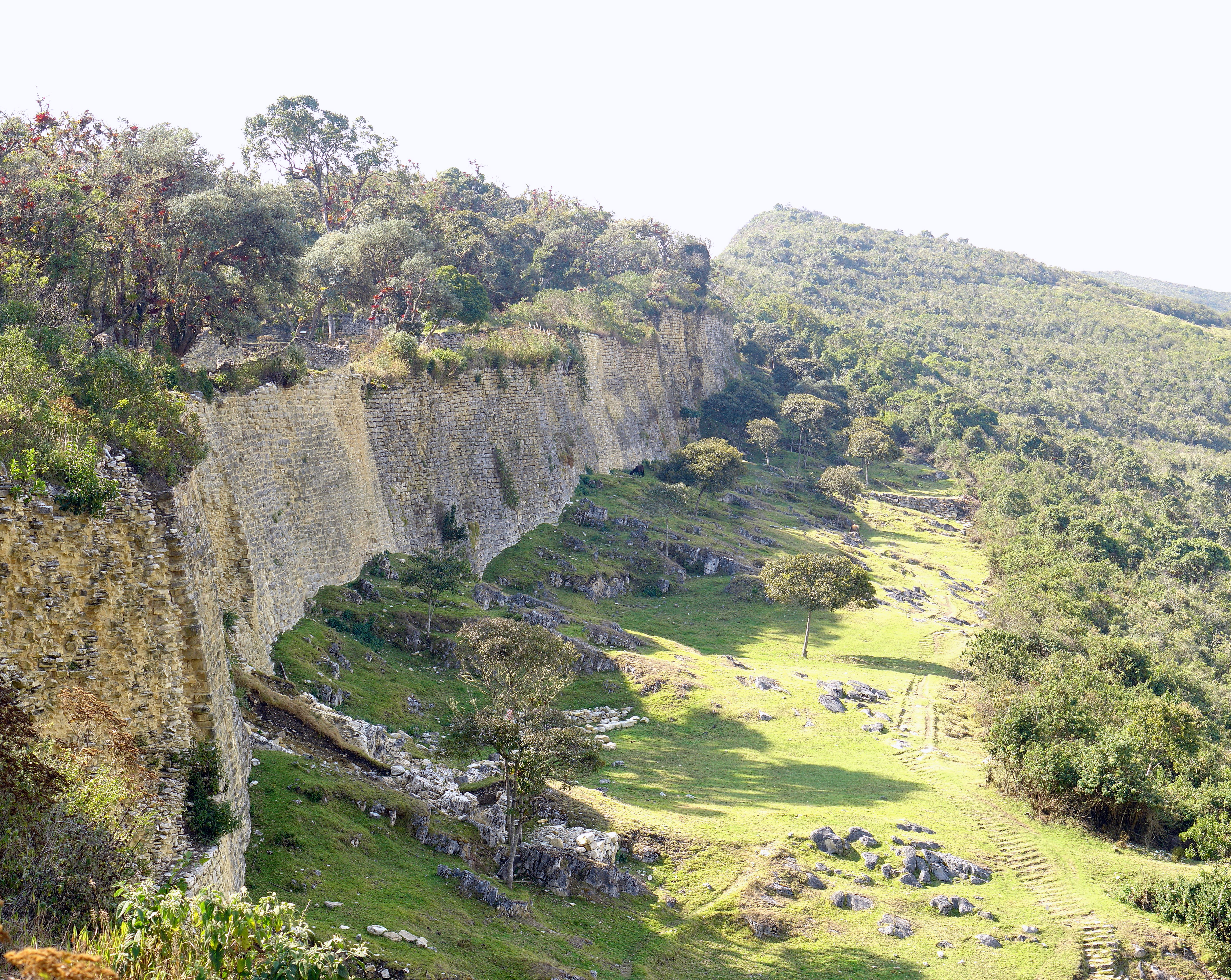
Vista de Kuélap.

### Entrada Principal
A Entrada Principal era utilizada por pessoas de status elevado. Isso pode ser notado não só pela forma e detalhes arquitetônicos com que foi feita, mas também pelos inúmeros blocos de pedra decorados com vários símbolos de incluindo rostos religiosos e animais míticos , cobras e símbolos de conteúdo religioso profundo afixados na passagem. Neste acesso permaneceram os testemunhos de crescimento do complexo, incluindo grandes e sucessivas camadas de aterro que permitiram a extensão do acesso, tanto em altura como no comprimento interno.

### Templo Mayor
O Templo Mayor é um dos centros sagrados mais importantes do monumento. Nesta construção, está localizado o chamado El Tintero uma torre sob a forma de um cone truncado invertido,  possivelmente utilizada como observatório astronômico, atinge 5,5 metros de altura com um diâmetro de base de 13,7 metros, dentro da estrutura, você pode ver uma câmara em forma de pote, que levou alguns pesquisadores a acreditar que sua verdadeira função seria a de "chulpa" (mausoléu). 
No interior da área do Templo Mayor existe também um recinto onde existem evidências de diversas oferendas de rituais complexos que incluíam a guarda de ossos humanos no seu interior, o transformando e uma grande ossuário. Em torno do edifício foram encontrados diversos corpos enterrados e oferendas que vieram do litoral norte, do planalto de Ayacucho, ao sul e Cajamarca nas terras altas do norte. 

### Plataforma Circular
A Plataforma Circular, localizada na parede sul do complexo, tinha um papel intimamente ligado ao Templo Mayor. Nesta plataforma residia o  responsável pelo funcionamento do templo. O fim da ocupação de Kuélap, esteve relacionada a um massacre de grandes proporções que ocorreu dentro dos limites desta plataforma, que não incluiu mulheres, mas que foi organizado por um grupo bem organizado, fruto de um conflito pelo poder. Após o conflito ocorreu um grande incêndio que que pôs fim a ocupação do local. Tão triste evento deve ter ocorrido por volta de 1570, quando o sistema de reserva indígena (redução) é estabelecido pelo poder colonial espanhol. No centro desta plataforma existia um ossuário semelhante ao do Templo Mayor. 

### Pueblo Alto
O Pueblo Alto estava localizado na parte norte e oeste do complexo e tinha uma muralha que o delimitava e o separava do resto do assentamento. Tinha três setores distintos, e era acessado por dois lugares, uma que permitia entrar nos setores norte e central e outro que permitia o acesso apenas ao setor sul. Esta estrutura tinha o caráter predominantemente residencial.

#### A Tumba Inca do Pueblo Alto Sur
Uma estrutura especial dentro de um túmulo inca de um adolescente, com ofertas de alta qualidade, incluindo cerâmica fina, objetos de madeira muito deteriorados e inclusive um piercing de nariz de metal. É possível que sejam oferendas do tipo Capacocha, um costume inca realizado nos centros de grande importância religiosa do império. 

#### O Setor Central de Pueblo Alto
Este setor deveria cumprir funções públicas durante os últimos estágios da ocupação. Por esta razão, conta apenas com três estruturas quadradas ou retangulares, da época Inca, que se sobrepunham às estruturas circulares mais antigas. O extremo sul deste setor se ligava a uma estrutura quadrangular muito deteriorada, que continha numerosas sepulturas humanas. Este edifício devia ter um teto de quatro águas. Abaixo dele, há evidências de edifícios mais antigos. 

#### El Torreón
Um edifício sólido aparentemente de uso cerimonial localizado no extremo norte do complexo, faz parte do setor norte de Pueblo Alto termina num abismo inacessível do lado oeste. No topo deste são encontradas centenas de rochas calcárias que foram arredondadas e que eram usadas como projéteis para fundas, estas deveriam cumprir fins cerimoniais, uma vez que para fins defensivos não desempenhava um papel significativo pois o espaço permitia a presença de poucas pessoas. 

### Callanca
Este é um edifício de época dos incas. É o maior edifício do complexo, tem a forma e aparentemente servia como Callanca, um edifício que durante a época dos incas era utilizado para fins cerimoniais, mas também servia como alojamento para os viajantes ou convidados.

## Idade e abastecimento
Kuelap é um monumento que foi construído numa época anterior ao Império inca. Considerando-se o seu carácter monumental, desempenhou um papel preponderante na Cultura Chachapoya. A arquitetura de Kuelap é, em geral, a mesma que vemos espalhada na região onde se ergueu a Cultura Chachapoya. O que não se pôde levantar até agora é em que ponto do longo processo de desenvolvimento dos Chachapoyas, cujos primórdios remontam o século VIII , foi erguido Kuelap. Além do tempo que durou seu florescimento e qual a razão que levou ao abandono do complexo.
Há outros aspectos que não foram elucidados, como foi feito o transporte dos blocos de pedra até o topo da montanha e a habilidades dos arquitetos envolvidos na construção, eles souberam construir um sofisticado sistema de drenagem da água das chuvas. Atualmente, por causa dos dutos estarem obstruídos, o monumento tem "inchado". Com isso a grande plataforma dilatou, fazendo com que as pedras que revestem a muralha desmoronassem. Também não se sabe como era feito o abastecimento de água para os habitantes; talvez algumas das estruturas que não tinham acessos deveriam ser usadas como reservatórios. Outros recintos, na sua maioria, eram armazéns de alimentos que funcionavam como os Tambos incaicos . 

## Função
Sobre a função para a qual foi construída Kuelap, também falta uma resposta satisfatória. Popularmente, o monumento é descrito como "fortaleza" devido a sua localização e sua solidez e a altura das suas muralhas. Adolf Bandelier e, especialmente, Louis Langlois, tentaram demostrar que Kuelap, ao invés de fortaleza, poderia ser um lugar fortificado destinado a servir como refúgio para a população em caso de emergência. Eles atribuíram, provavelmente por analogia, o mesmo papel desempenhado pelos burgos na Europa medieval .
As muralhas elevadas que flanqueiam a plataforma e o estreito acesso para a fortaleza na sua secção final sugere que o Complexo de Kuelap foi construído com o fim de servir como um reduto defensivo, ou, pelo menos, de um local protegido dos invasores. Mas essa possibilidade não necessariamente anula outras interpretações, talvez mais significativas.
Assim, tendo em conta o papel desempenhado pela arquitetura monumental no passado arqueológico peruano em geral, que estava relacionado com as necessidades sócio-econômicas motivadas pelo meio, pode-se concluir que Kuelap poderia ser basicamente um santuário pré-colombiano no qual residia uma poderosa aristocracia cuja missão principal era gerenciar a produção de alimentos, com base no comando e nas práticas mágicas, a fim de ter a cooperação dos poderes sobrenaturais que governavam os fenômenos atmosféricos, que, se não fossem atendidos a contento, poderiam fazer chover demais ou infingirem graves secas que poderiam comprometer a subsistência. 

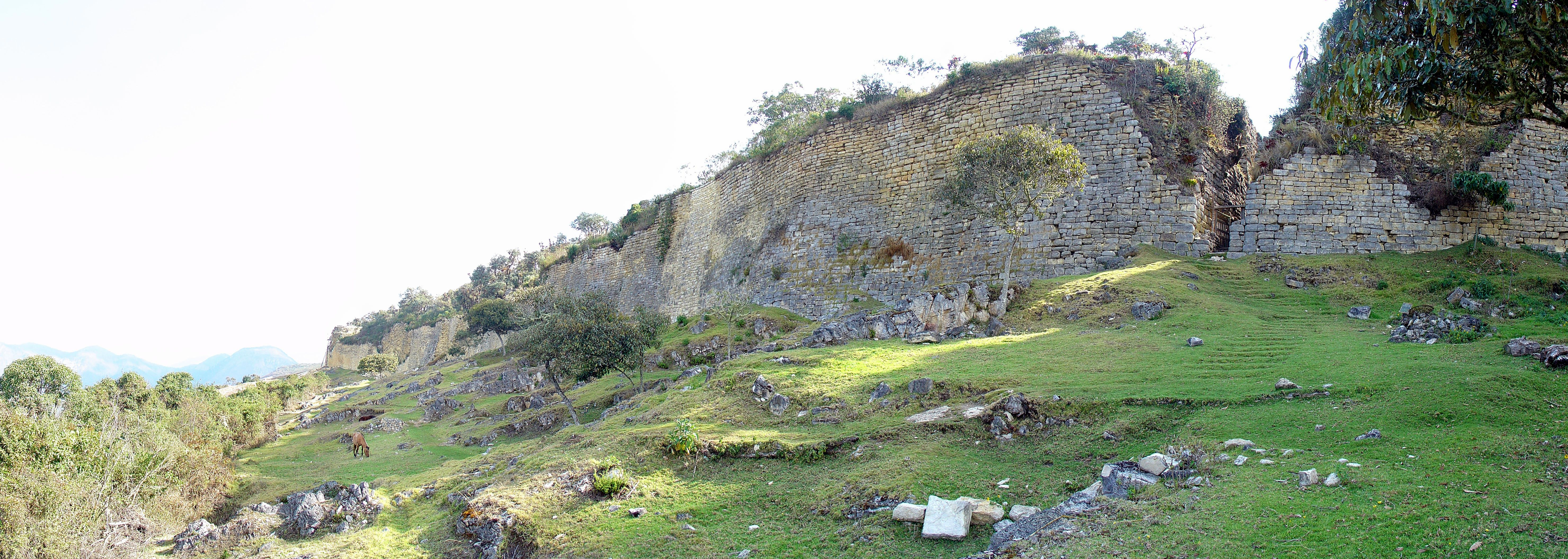
Fachada da fortaleza de Kuélap.